# ميرا أديل لوغان
كانت ميرا أديل لوغان 01908-1977) طبيبة وجراحة وعالمة تشريح أمريكية من أصل أفريقي؛ كما كانت أول امرأة تجري عملية القلب المفتوح.
ولدت ميرا أديل لوغان في توسكيجي في ألاباما في عام 1908 لوالديها وارين وأديلا هانت لوغان؛ وكانت الطفلة الأصغر بين 8 أخوة وأخوات، كانت والدتها جامعية وتشارك في الاقتراع وحركات الرعاية الصحية، أما والدها فقد كان أمين صندوق وأمين معهد توسكيجي وأول موظف يتم اختياره من قبل بوكر تي واشنطن.
حصلت لوغان على تعليمها الابتدائي في منزل الأطفال بمختبر توسكيجي، وبعد تخرجها من مدرسة توسكيجي الثانوية بمرتبة الشرف، التحقت بجامعة أتلانتا وتخرجت بدرجة التفوق؛ أكملت لوغان مسيرتها الدراسية والتحقت بجامعة كولومبيا حيث حصلت منها على شهادة الماجستير في علم النفس.
عملت لوغان مع منظمة نساء العالم الشابات المسيحيات قبل أن تمتهن الطب. كانت لوغان أول شخص يحصل على منحة والتر غراي كرومب البالغ قدرها 10 آلاف دولار أمريكي ولمدة أربع سنوات، والتي كانت مخصصة حصرياً لمساعدة طلاب الطب الأمريكيين من أصول أفريقية في كلية نيويورك الطبية. وتخرجت لوغان في عام 1933. قضت فترة إقامتها في المستشفى في قسم الجراحة في مستشفى هارلم في نيويورك.
تزوجت لوغان من الرسام تشارلز أليستون في 8 نيسان من عام 1944، وذلك بعد أن القيا أثناء عمله على مشروع جدارية في مستشفى هارلم، المكان الذي كانت تعمل به لوغان كطبيبة مقيمة.

## المسيرة الطبية
أصبحت لوغان جراحة مساعدة في مستشفى هارلم، حيث قضت معظم مسيرتها الطبية. كانت أيضاً جراحاً زائراً في مستشفى سيدنهام، بالإضافة إلى حفاظها على عيادة خاصة بها. في عام 1943، أصبحت لوغان أول امرأة تجري عملية القلب المفتوح على الإطلاق وكانت العملية التاسعة من نوعها. ثم طورت تخصصها ليصبح جراحة القلب عند الأطفال.
عملت لوغان أيضاً على تطوير المضادات الحيوية، بما في ذلك الأوريوميسين؛ حيث قامت لوغان وفريق من الأطباء بمعالجة 25 مريضاً مصابين بأورام حبيبية لمفية منقولة جنسياً باستعمال الأوريوميسين وأظهر العلاج العديد من الآثار الإيجابية. تبين أن الأوريوميسين قلل من حجم الأورام عند 8 أشخاص من المرضى بعد 4 أيام من العلاج فقط. نشرت لوغان نتائجها في مجلة الجراحة ومجلة الجراحة الطبية الأمريكية. كما نشرت لوغان أبحاثها حول الأوروميسين في أرشيف إي. إم. إي للطب الباطني وأبحاثها حول ثلاثي الإيثيلين في مجلات أكتا-يونيو إنترناشونال كونترا لسرطان الثدي.
في عام 1951، تم انتخاب لوغان كزميلة للكلية الأمريكية للجراحين، وكانت أول امرأة أمريكية من أصل أفريقي تصبح عضواً في هذه المجموعة. خلال الستينيات من القرن العشرين، أجرت أبحاثاً حول الكشف المبكر عن سرطان الثدي وعلاجه، وطورت عمليات الأشعة السينية التي يمكن أن تكشف بشكل أكثر دقة الاختلافات في كثافة الأنسجة مما يسمح باكتشاف الأورام في وقت مبكر. نشرت لوغان أبحاثها في عدد من المجلات الطبية وكانت واحدة من أوائل النساء من ذوات الأصل الأفريقي اللائي يتم انتخابهنّ في الكلية الأمريكية للجراحين.
الطبيبة ميرا لوغان مع زملائها بالقرب من سرير إحدى المريضات في مستشفى هارلم في نيويورك. من اليسار إلى اليمين: الدكتور ليندون م. هيل، والدكتور لويس ت. رايت، والدكتورة ميرا لوغان، والدكتور آرون بريجوت، المريضة وهي امرأة أمريكية أفريقية مجهولة الهوية، موظف المستشفى مجهول الهوية.
كانت لوغان شريكة مؤسسة وأمينة صندوق التأمين الصحي لمجموعة مانهاتن العليا الطبية، حيث كان التأمين الصحي من الممارسات الأولى للمجموعة في الولايات المتحدة الأمريكية. عملت لوغان أيضاً مع لجنة الصحة في الجمعية الوطنية للنهوض بالملونين، ومع لجنة ممارسات التوظيف العادلة لولاية نيويورك، واللجنة الوطنية للسرطان، واللجنة الوطنية للجمعيات الطبية وجمعية تنظيم الأسرة الأمريكية. كانت لوغان عضواً في لجنة ولاية نيويورك المعنية بالتمييز أثناء إدارة الحاكم توماس إي ديوي. في عام 1944، استقالت لوغان من اللجنة مع سبعة أعضاء آخرين بعد أن أوقف ديوي التشريعات المناهضة للتمييز التي قاموا بصياغتها.
كانت لوغان أيضاً عازفة بيانو كلاسيكية، وتقاعدت لوغان من عملها في عام 1970 وعملت لاحقاً في مجلس تعويض عمال ولاية نيويورك. توفيت بسرطان الرئة في مستشفى جبل سيناء في 13 كانون الثاني، 1977.